# Deirdre Algie
Deirdre Algie (* um 1950, geborene Deirdre Tyghe) ist eine ehemalige südafrikanische Badmintonspielerin. 

## Karriere
Deirdre Algie gewann neben zahlreichen nationalen Titeln auch mehrere hochrangige internationale Meisterschaften. So siegte sie zum Beispiel 1972 bei den Belgian International, 1973 bei den German Open und 1974 bei den Swiss Open sowie bei den Irish Open.

## Sportliche Erfolge
| Saison | Veranstaltung                 | Disziplin   | Platz | Name                                  |
| ------ | ----------------------------- | ----------- | ----- | ------------------------------------- |
| 1972   | Belgian International         | Damendoppel | 1     | Barbara Lord / Deirdre Tyghe          |
| 1972   | Belgian International         | Mixed       | 1     | Kenneth Parsons / Deirdre Tyghe       |
| 1972   | Südafrikanische Meisterschaft | Mixed       | 1     | William Kerr / Deirdre Tyghe          |
| 1972   | Südafrikanische Meisterschaft | Damendoppel | 1     | Deirdre Tyghe / Marianne van der Walt |
| 1972   | Südafrikanische Meisterschaft | Dameneinzel | 1     | Deirdre Tyghe                         |
| 1973   | Südafrikanische Meisterschaft | Dameneinzel | 1     | Deirdre Tyghe                         |
| 1973   | Südafrikanische Meisterschaft | Damendoppel | 1     | Deirdre Tyghe / Marianne van der Walt |
| 1973   | Südafrikanische Meisterschaft | Mixed       | 1     | Wiliam Kerr / Deirdre Tyghe           |
| 1973   | German Open                   | Damendoppel | 1     | Deirdre Tyghe / Barbara Lord          |
| 1974   | Südafrikanische Meisterschaft | Dameneinzel | 1     | Deirdre Tyghe                         |
| 1974   | Südafrikanische Meisterschaft | Mixed       | 1     | Wiliam Kerr / Deirdre Tyghe           |
| 1974   | Swiss Open                    | Mixed       | 1     | Roy Díaz González / Deirdre Tyghe     |
| 1974   | Swiss Open                    | Damendoppel | 1     | Barbara Lord / Deirdre Tyghe          |
| 1974   | Irish Open                    | Dameneinzel | 1     | Deirdre Tyghe                         |
| 1974   | Irish Open                    | Damendoppel | 1     | Barbara Lord / Deirdre Tyghe          |
| 1975   | Südafrikanische Meisterschaft | Dameneinzel | 1     | Deirdre Tyghe                         |
| 1977   | Südafrikanische Meisterschaft | Mixed       | 1     | Kenneth Parsons / Deirdre Algie       |
| 1977   | Südafrikanische Meisterschaft | Dameneinzel | 1     | Deirdre Algie                         |
| 1978   | Südafrikanische Meisterschaft | Mixed       | 1     | Kenneth Parsons / Deirdre Algie       |
| 1978   | Südafrikanische Meisterschaft | Dameneinzel | 1     | Deirdre Algie                         |
| 1981   | Südafrikanische Meisterschaft | Damendoppel | 1     | Deirdre Algie / Karen Glenister       |
| 1981   | Südafrikanische Meisterschaft | Dameneinzel | 1     | Deirdre Algie                         |
| 1985   | Südafrikanische Meisterschaft | Damendoppel | 1     | Deirdre Algie / Linda Humphrey        |